# John Fletcher
 Der er flere personer med dette navn, se John Fletcher (flertydig). (Se også artikler, som begynder med John Fletcher)
John Fletcher (december 1579 — marts 1625) var en engelsk dramatisk forfatter, fætter til Giles og Phineas Fletcher. Hans fader, Richard Fletcher, var biskop først i Petersborough, senere i Bristol.
I 1591 kom Fletcher til Cambridge, hvor han studerede til 1593. Om hans liv fra da til 1606 ved vi intet, men 1606 lever han i London i nøjeste venskab og samarbejde med Francis Beaumont. Litterært er deres navne uløseligt sammenknyttede, uden at det dog er muligt med fuld sikkerhed at bestemme alle de værker, der er resultatet af deres samarbejde. Som de betydeligste, der skyldes begge forfattere, må nævnes: Philaster, The Maid's Tragedy og A King and no King.
Men medens Beaumont så godt som intet har skrevet uden for fællesskabet, fortsatte Fletcher efter Beaumonts død, dels alene, dels i
samarbejde med andre, muligvis også Shakespeare, sit litterære arbejde. Af hans selvstændige arbejder er de betydeligste vel komedierne: Rule a wife and have a wife, The Wildgoose Chase og først og fremmest det smukke dramatiske hyrdedigt The Faithful Shepherdess (1610), der måske er skrevet allerede, før hans samarbejde med Beaumont begyndte. Det har påvirket Miltons Comus. Beaumont og Fletchers værker er hyppigt udgivne; den bedste udgave er Dyces (11 bind, London 1846).